# Hippeastrum fragrantissimum
Hippeastrum fragrantissimum là một loài thực vật có hoa trong họ Amaryllidaceae. Loài này được (Cárdenas) Meerow mô tả khoa học đầu tiên năm 1997.